# Communistische Partij (marxistisch-leninistisch) van San Marino
De Communistische Partij (marxistisch-leninistisch) van San Marino (Partito Comunista (Marxista-Leninista) di San Marino) was een communistische politieke partij in San Marino. De partij nam deel aan de parlementsverkiezingen van 1969 (1,24%), maar won geen zetels.